# Miroslav Kasáček
Miroslav Kasáček (* 16. října 1937 Litohoř) je český spisovatel, spoluautor publikace o komunistické represi v Babicích na Třebíčsku.
Miroslav Kasáček se narodil v Litohoři u Moravských Budějovic, dnes bydlí v Troubsku, je však výrazně spjatý s Brnem, kde v roce 1957 maturoval na První vyšší průmyslové škole strojní. Protože jeho manželka pochází z rodiny, která patřila mezi perzekvované v souvislosti s tragickými událostmi v Babicích na Třebíčsku, začal v 60. letech 20. století shromažďovat písemná svědectví, vzpomínky pamětníků i další informace nejen o babickém případu, ale také o protikomunistickém odboji a perzekuci odpůrců komunistického režimu. Ta po roce 1968 zasáhla i jeho samotného. Nuceně musel opustit původní zaměstnání v Elektrotechnických závodech Julia Fučíka (EJF), dnes ABB, a nastoupit jako dělník do Brněnských veletrhů a výstav. Po roce 1989 zde zastával ředitelskou funkci závodu výroby a montáže a následně začal soukromě podnikat.
Od roku 1968 začal shromažďovat materiály k objasnění „babického případu“; písemná svědectví i vzpomínky pamětníků. Spolu s Luďkem Navarou napsali knihu Mlynáři od Babic, jež tuto tragickou událost mapuje. I v další knize autorské dvojice Navara – Kasáček Příběhy třetího odboje vzpomínají na tragické události lidé, s nimiž se osobně seznámil v šedesátých letech či později při svém sběru informací o protikomunistickém odboji a následné perzekuci. V roce 2016 vydali Miroslav Kasáček a Luděk Navara knihu A přece budu blízko, věnovanou životu a mučednické smrti kněží Jana Buly a Václava Drboly, která byla představena u příležitosti otevření pamětní síně P. Jana Buly 10. září 2016.

## Ocenění
Dne 5. července 2018 byl spolu s Luďkem Navarou oceněn Pamětní medailí České biskupské konference. Oceněna byla jejich dlouholetá aktivní práce v oblasti odkrývání a mapování zvůle totalitního režimu. Již v roce 2016 je ocenil medailí sv. Cyrila a Metoděje brněnský biskup Vojtěch Cikrle. Poděkoval jim tím za dlouhodobé úsilí věnované studiu a prezentování osudů obětí totality s přihlédnutím k tehdy vydané publikaci „A přece budu blízko“.
V roce 2017 se stal nositelem Ceny Jihomoravského kraje za činnost, která výrazným způsobem reprezentuje Jihomoravský kraj.
V roce 2020 obdržel Stříbrnou medaili předsedy Senátu.